# Antonino Seabra
Antonino Seabra (Recife, 1 de janeiro de 1933 — São Paulo 4 de julho de 2010) foi um diretor de televisão brasileiro

## Biografia
Antonino Seabra, filho do Juiz de Direito José Seabra com a paulista Benedita Seabra, nasceu em Recife, Pernambuco. Mas foi no Rio de Janeiro que ele, juntamente com seus três irmãos, se criou e estudou. Foi aluno do Colégio Pedro II
Muito cedo, Antonino mostrou aptidão para o desenho, criando, entre outras coisas, histórias em quadrinhos.
Entre os 16 e 17 anos, iniciou carreira na mídia, como sonoplasta, Seu primeiro emprego foi o de como operador de som, na Rádio Guanabara, do Rio. Paralelamente, prosseguiu com os desenhos, chegando a apresentá-los a Roberto Marinho, pedindo-lhe que os publicasse.
Da Rádio Guanabara, transferiu-se para a Rádio Nacional, e, em seguida, para a TV Paulista , em São Paulo, atuando como cameraman e sonoplasta. Mais tarde, assumiu a função de diretor de cena e de diretor artístico.
Na TV Tupi adquiriu fama e sucesso como diretor de novelas. Sua mais famosa direção se deu em O Profeta, escrita por Ivani Ribeiro. Tornou-se, efetivamente, um homem de televisão, sempre buscando renovar a si mesmo e o próprio trabalho.
Mudou-se para a TV Record, depois novamente para a TV Paulista, outra vez TV Tupi, onde fez “Teatro da Juventude”, “Poliana”, “Lever no Espaço”, e muitos outros programas. Atuou, também, nas TVs Continental, TV Rio e TV Excelsior. Anos mais tarde, já considerado um dos “papas” da televisão, resolveu fazer um filme, mas com o ritmo da televisão.
Na TV Bandeirantes, lançou “Zé do Caixão”, “O Homem do Sapato Branco”, “Jacinto Figueira Júnior”, “Gil Gomes”, e vários outros programas de sucesso.
Encerrou sua carreira no SBT, a convite de Silvio Santos, onde permaneceu por quinze anos consecutivos, dirigindo sucessos da casa, como Meus Filhos, Minha Vida.
Sempre foi considerado um diretor amável e acessível, tratando de maneira igual tanto aos novatos como os grandes nomes da TV brasileira, com quem trabalhou.
Seu último trabalho foi como diretor do programa Sem Controle, do SBT em 2007.
Foi casado com a atriz Rosa Maria Seabra e pai da também atriz Deborah Seabra.

## Telenovelas que dirigiu
- 2002 - Marisol (telenovela brasileira)
- 2001 - Amor e Ódio
- 2001 - Pícara Sonhadora
- 2001 - Roda da Vida
- 2000 - Vidas Cruzadas
- 2000 - Marcas da Paixão
- 1998 - Pérola Negra
- 1998 - Fascinação
- 1995 - Sangue do Meu Sangue
- 1985 - Jogo do Amor
- 1984 - Jerônimo (1984)
- 1984 - Meus Filhos, Minha Vida
- 1983 - Vida Roubada
- 1982 - A Filha do Silêncio
- 1981 - Rosa Baiana
- 1980 - O Meu Pé de Laranja Lima
- 1980 - A Deusa Vencida
- 1978 - O Direito de Nascer
- 1978 - Aritana
- 1977 - O Profeta
- 1958 - Os Dez Mandamentos
- 1958 - Aventuras de Tom Sawyer
- 1957 - O Pequeno Lorde